# قانون اساسی مجارستان
قانون اساسی مجارستان (مجاری: Magyarország Alaptörvénye) عالی‌ترین قانون کشور مجارستان است. این قانون در ۱۸ آوریل ۲۰۱۱ تصویب شد و در ۱ ژانویه ۲۰۱۲ به اجرا درآمد. این اولین قانون اساسی دموکراتیک مجارستان است که پس از انتخاباتی آزاد به تایید رسید. این قانون جایگزین قانون اساسی جمهوری خلق مجارستان شد که در ۲۰ اوت ۱۹۴۹ به تصویب رسید. این قانون دز ۲۳ اکتبر ۱۹۸۹ به صورت اساسی اصلاح شد. قانون سال ۱۹۴۹ اولین قانون اساسی مکتوب این کشور است و تا زمان حایگزینی، مجارستان تنها کشور از بلوک شرق بود که پس از فروپاشی شوروی قانون اساسی خود را تغییر نداد.